# Leitbuchstabe
Als Leitbuchstabe bezeichnet man in der Paläografie die Buchstaben einer Schriftart, die sie von ähnlich aussehenden Schriftarten unterscheiden. Typisches Beispiel sind die halbunzialen Formen des a, g und n, die sie von der karolingischen Minuskel unterscheiden.